# Touring the Angel: Live in Milan
Touring the Angel: Live in Milan — концертный видеоальбом британской группы Depeche Mode, вышедший 25 сентября 2006 года. На альбоме представлен концерт, снятый Блю Личем 18 февраля и 19 февраля 2006 года в Милане.
Расширенное издание Touring the Angel: Live in Milan состоит из 3-х дисков: первый DVD содержит сам концерт, второй диск содержит документальный фильм, интервью с группой и Антоном Корбейном, несколько дополнительных песен (которые были записаны на других концертах в Милане) и многое другое. Третий диск — это Audio-CD, содержащий концертные версии композиций альбома Playing the Angel.

## Список композиций
DVD
1. Touring the Angel: Live in Milan:
  1. Intro
  2. «A Pain That I’m Used To» — 4:13 (Playing the Angel, 2005)
  3. «John the Revelator» — 3:35 (Playing the Angel, 2005)
  4. «A Question of Time» — 4:25 (Black Celebration, 1986)
  5. «Policy of Truth» — 5:14 (Violator, 1990)
  6. «Precious» — 4:42 (Playing the Angel, 2005)
  7. «Walking in My Shoes» — 6:25 (Songs of Faith and Devotion, 1993)
  8. «Suffer Well» — 3:36 (Playing the Angel, 2005)
  9. «Macro» — 4:23 (Playing the Angel, 2005)
  10. «Home» — 5:35 (Ultra, 1997)
  11. «I Want It All» — 5:20 (Playing the Angel, 2005)
  12. «The Sinner In Me» — 5:14 (Playing the Angel, 2005)
  13. «I Feel You» — 7:02 (Songs of Faith and Devotion, 1993)
  14. «Behind the Wheel» — 5:13 (Music for the Masses, 1987)
  15. «World in My Eyes» — 5:20 (Violator, 1990)
  16. «Personal Jesus» — 6:08 (Violator, 1989)
  17. «Enjoy the Silence» — 7:49 (Violator, 1990)
  18. «Shake the Disease» — 5:52 (The Singles 81–85, 1985)
  19. «Just Can’t Get Enough» — 4:39 (Speak & Spell, 1981)
  20. «Everything Counts» — 6:20 (Construction Time Again, 1983)
  21. «Never Let Me Down Again» — 8:00 (Music for the Masses, 1987)
  22. «Goodnight Lovers» — 4:16 (Exciter, 2001)
2. Бонус-треки:
  1. «A Question of Lust» — 4:28 (Black Celebration, 1986)
  2. «Damaged People» — 4:16 (Playing the Angel, 2005)

Бонусный DVD
1. Документальный фильм — 20:24
2. Пресс-конференция в Дюссельдорфе — 3:35
3. Электронный пресc-кит Playing the Angel — 11:43
4. Видео, которое демонстрировалось во время концертов Touring the Angel:
  1. «Behind the Wheel» — 5:10
  2. «The Sinner in Me» — 4:59
  3. «Walking in My Shoes» — 6:20
  4. «World in My Eyes» — 5:15
  5. «Never Let Me Down Again» — 6:12

Бонусный CD
1. Touring the Angel: Live in Milan:
  1. «A Pain That I’m Used To» — 4:13
  2. «John The Revelator» — 3:35
  3. «Precious» — 4:42
  4. «Suffer Well» — 3:36
  5. «Macro» — 4:23
  6. «I Want It All» — 5:20
  7. «The Sinner In Me» — 5:14
  8. «Damaged People» — 4:01

- Все песни написаны Мартином Гором, кроме Suffer Well и I Want It All, написанных Дэйвом Гааном, Кристианом Айгнером и Эндрю Филлпоттом, Just Can’t Get Enough написанной Винсом Кларком.

## Участники записи
- Дэвид Гаан — основной вокал, бэк-вокал («Macro»)
- Мартин Гор — гитара, бас-гитара («Suffer Well»), клавишные, бэк-вокал, основной вокал
- Энди Флетчер — клавишные, бэк-вокал
- Кристиан Айгнер — ударные
- Петер Гордено — клавишные, бэк-вокал